# Pablo de Loyzaga

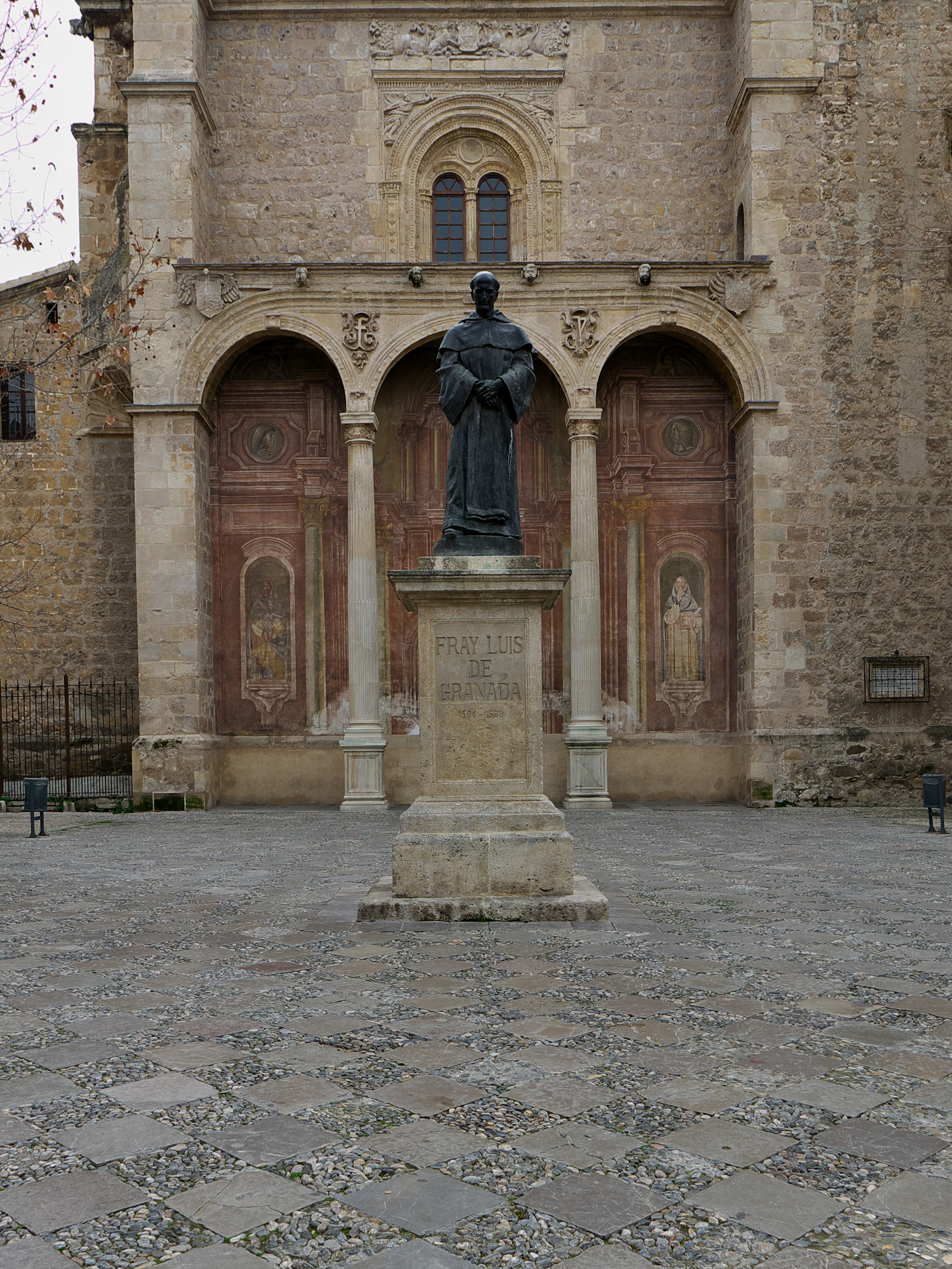
Fray Luis de Granada (1907)

Pablo de Loyzaga Gutiérrez (Granada, 12 de junio de 1872 - 14 de enero de 1951), fue un escultor español.

## Biografía
Pablo de Loyzaga Gutiérrez, nació y vivió en Granada. Sus padres fueron Pablo de Loyzaga Megía y Albina Gutiérrez de Salcedo. Nació en la cuesta Rodrigo del Campo en el Realejo y bautizado en la Parroquia de Parroquia de San Gil con los nombres de Pablo Pedro Juan de Sahagún Onofre Loyzaga Gutiérrez.
Contrajo su primer matrimonio en Granada con Ana Justa Ramona Felipe Moreno, el 5 de marzo de 1900, con la que tuvo dos hijos: Albina y Pablo. Fallecida su esposa en 1904 contrajo segundas nupcias, el 7 de diciembre de 1910, con María de los Dolores Torres Melgarejo con la que tuvo siete hijos: José, Miguel, María Elvira, Manuel, Angustias Carmen, Pedro y Ana María.

### Juventud
La biografía de Pablo de Loyzaga esta marcada por una personalidad muy compleja y extremadamente creativa. Por sus antecedentes familiares estaba llamado a la carrera militar aunque nunca debió sentirse muy inclinado a ello. Optó por ingresar en la Facultad de Medicina de la Universidad de Granada, donde tuvo oportunidad de dibujar numerosos cuerpos y órganos en las clases de la asignatura de Anatomía, gracias a lo que adquirió una sólida formación en la figura humana que sería fundamental para su posterior incorporación a los estudios de escultura.

### Formación como artista
Su formación como artista se realizó bajo la tutela del escultor granadino Francisco Morales.
Sus maestros venerados siempre fueron los escultores renacentistas y barrocos. Tuvo especial admiración por Alonso Cano y siguió las pautas que había marcado, por aquella época, el inefable escultor francés Auguste Rodin, del que encontramos influencia en varias de sus obras. Para completar su formación realizó diversos viajes a Francia y Alemania, así como a muchas ciudades españolas donde acudía a reuniones y exposiciones.

### Profesor y maestro
Como docente hay que recordar que comenzó como voluntario sin sueldo en la Escuela Superior de Bellas Artes y Artes Industriales de Granada en 1901. Cuando en 1903 se creó la Escuela Superior de Artes Industriales de Granada fue nombrado profesor, primero de los escalones más bajos hasta alcanzar la maestría de taller en la disciplina de talla en piedra. Esta plaza fue ocupada por su condiscípulo José Navas-Parejo cuando Pablo de Loyzaga pasó a ocupar la plaza de la materia de metalistería artística.
Pablo de Loyzaga fue un artista renacentista, de aquellos que tenían capacidades muy amplias y variadas, siendo capaz de esculpir en piedra, de moldear el barro o de forjar los metales como el bronce o el hierro. Su obra abarca materias desde el diseño y decoración de un complejo palacio -como fue su trabajo en el Carmen de la familia Rodríguez-Acosta de Granada-, el diseño de tapices, la pintura al óleo y a acuarela o la organización de representaciones teatrales, diseñando incluso los trajes para las mismas. Asimismo, realizó algunas incursiones en el mundo empresarial con el montaje de un taller de tapices o con el intento de montaje de un taller de metalistería artística.
Por su gran capacidad profesional y la calidad de sus trabajos escultóricos ganó diversos concursos profesionales. En nombre de S.M. Alfonso XIII recibió en 1906 la Mención de Honor de la Exposición General de Bellas Artes por su escultura titulada La Protesta.
Posteriormente, en 1911 fue condecorado por el presidente del Consejo de Ministros, en nombre igualmente de Alfonso XIII, con la Medalla Conmemorativa del Centenario de Gloriosos Sitios de Astorga (1810-1910). En 1920 fue nombrado por Alfonso XIII -en su nombre firma el documento el ministro de Instrucción Pública y Bellas Artes Natalio Rivas Santiago- como caballero de la Orden de Alfonso XII, que después le fue permutada por la de caballero de la Orden de Alfonso X el Sabio.

### Vida social
La figura de Pablo de Loyzaga tiene unas vertientes humana e intelectual que son indisolubles con su vida profesional. Siempre fue famosa su generosidad, su buen humor y su muy marcado optimismo vital que transmitía a propios y ajenos. Ya en su época fue ampliamente reconocido como una persona volcada totalmente a la ayuda a sus semejantes, desde los más próximos (familia directa e indirecta) a cualquiera que reclamara su apoyo.
Por sus múltiples cargas familiares y sociales tuvo que compatibilizar su trabajo de escultor con la exigua paga de profesor y su trabajo en el Ayuntamiento de Granada: al principio en el negociado de Beneficencia donde su generosidad habitual provocó algún quebranto familiar, por lo que a instancias de su familia tuvo que pedir el traslado a otros negociados. Durante un tiempo fue responsable de la Comisión de Festejos. Se jubiló con 64 años como jefe de negociado del Ayuntamiento de Granada.
Su vida debió ser muy activa ya que acudía todas las mañanas al Ayuntamiento y, como profesor, a la Escuela de Artes Industriales por la tardes. No obstante, a pesar de una vida laboral tan intensa, lo cierto es que su carácter jovial, amigable y buen humor le permitió encontrar tiempo suficiente para mantener su estudio de escultura. A este acudieron muchas veces amigos y artistas como José María Rodríguez Acosta, Gabriel Morcillo, López Mezquita y algunos más jóvenes como el ya prometedor pintor Enrique Gil Guerra.
Su personalidad generosa y su culto por la amistad le permitió siempre ser bien recibido en diversas peñas socioculturales de la época, a las que acudían artistas, intelectuales y personas de la vida cultural y política del país, con las que Pablo de Loyzaga trabó amistad en un buen número. Entre ellos cabe destacar a los insignes pintores Darío de Regoyos, López Mezquita, José María Rodríguez Acosta o Gabriel Morcillo, al músico Andrés Segovia, al filósofo José Ortega y Gasset y al poeta y escritor Federico García Lorca, entre otros muchos. 
Por su carácter agudo y simpático muchas veces era el verdadero eje de esas peñas, como queda constancia en el famoso cuadro Mis amigos de López Mezquita, donde Pablo de Loyzaga ocupa el centro de la pintura. Muchas anécdotas de aquella época quedan en el recuerdo y siempre demuestran su fino humor e ironía.
Políticamente hay que situarlo en el liberalismo progresista del siglo XIX en el que había militado tanto su padre Pablo de Loyzaga Mexía, como su abuelo Pedro de Loyzaga Pérez. Sus ideas liberales siempre estuvieron marcadas por su fuerte personalidad, su generosidad y su gran compromiso social con los más necesitados, lo que le ha servido el calificativo de "utópico y liberal".
Solo este planteamiento permite comprender su constante y profunda amistad con diversas personalidades políticas de su época, a veces de muy distintas tendencias. Como dos ejemplos hay que destacar su amistad con don Manuel Rodríguez Acosta, jefe del Partido Conservador en Granada, al tiempo de la que mantenía con don Fernando de los Ríos, profesor de la Universidad de Granada y destacado socialista andaluz y político de la Segunda República.

### El final de su vida
Al acabar la Guerra Civil en 1939 fue separado temporalmente de su plaza en la Escuela de Artes Industriales, aunque poco después (en 1940) fue autorizado a reincorporarse a la misma. Por lo avanzado de su edad (en 1940 haber cumplido 68 años significaba tener "una edad avanzada") y algunos problemas de salud agravados durante la Guerra Civil, tomó la decisión de jubilarse definitivamente. Ya en esa época padecía los efectos de haber sido siempre un gran fumador y también un buen bebedor de café; ambas aficiones estaban vinculadas a costumbres familiares muy arraigadas y probable herencia de los antepasados puertorriqueños.
Pablo de Loyzaga vivió la postguerra en Madrid con su esposa Dolores, a donde se habían trasladado todos sus hijos. Siempre mantuvo una casa en Granada, donde guardó a sus amistades de siempre. Falleció en Granada el 14 de enero de 1951, durante uno de los viajes que realizaba regularmente desde Madrid a su ciudad natal. El motivo del fatal desenlace hay que buscarlo en las secuelas de dos hemiplejias y diversos problemas cardiacos sufridos en Madrid.